# Ковнати (Підляське воєводство)
Ковнати (пол. Kownaty) — село в Польщі, у гміні Пйонтниця Ломжинського повіту Підляського воєводства.
Населення — 355 осіб (2011).
У 1975-1998 роках село належало до Ломжинського воєводства.

## Демографія
Демографічна структура станом на 31 березня 2011 року:
|          | Загалом | Допрацездатний вік | Працездатний вік | Постпрацездатний вік |
| -------- | ------- | ------------------ | ---------------- | -------------------- |
| Чоловіки | 175     | 44                 | 119              | 12                   |
| Жінки    | 180     | 38                 | 96               | 46                   |
| Разом    | 355     | 82                 | 215              | 58                   |